# Vicente Noble (municipio)
Vicente Noble es un municipio situado en la provincia de Barahona de la República Dominicana.

## Geografía
Sus campos están regados por el paso del río Yaque del Sur, que desemboca en la bahía de Neiba.

## Límites
Municipios limítrofes:
|               | Norte: Tamayo y Las Yayas de Viajama |                     |
| Oeste: Tamayo |                                      | Este: Tábara Arriba |
|               | Sur: El Peñón y Jaquimeyes           |                     |

## Distritos municipales
Está formado por los distritos municipales de:
| Nombre        | Código   |
| ------------- | -------- |
| Vicente Noble | 06040501 |
| Canoa         | 06040502 |
| Quita Coraza  | 06040503 |
| Fondo Negro   | 06040504 |

## Historia
Fueron familias de Azua de Compostela las que se establecieron inicialmente en este enclave. Durante años el poblado se llamó El Hato. La población fue aumentando con nuevos nacimientos y allegados de poblaciones limítrofes. Pasó a denominarse El Alpargatal hasta que en los años 1940 quedó finalmente registrada, decretado por el dictador Trujillo, con la designación actual en conmemoración y memoria al coronel Vicente Noble, defensor de la patria dominicana y victorioso del primer triunfo del ejército dominicano en la guerra Dominico-Haitiana.

## Demografía
Cuenta con aproximadamente 24000 habitantes, incluyendo a localidades aledañas que pertenecen al municipio, pese a que su población se ha visto disminuida en los últimos años por el éxodo migratorio. 

## Emigración
La mayoría de los vicentenobleros que decidieron buscar nuevos horizontes en otros países lo hicieron en España. La comunidad de Vicente Noble en Madrid, la capital de España, es la más grande fuera de la República Dominicana. Se asentaron en un principio en zonas de la periferia de la ciudad como Aravaca y Pozuelo de Alarcón, posteriormente otros llegaron y lo hicieron en el barrio de Cuatro Caminos, actualmente el más latino y caribeño de la capital española, pero hoy en día se encuentran repartidos por diferentes barrios de Madrid incluso en otras ciudades de España. Otra parte minoritaria optó por viajar a Nueva York y afincarse en los Estados Unidos.
Para la gran mayoría su calidad de vida y estatus social ha mejorado notablemente. Son muchos los que han invertido parte de sus ganancias en la construcción de viviendas en Vicente Noble para sus familiares. Algunos también han comprado sus casas en Vicente Noble y han regresado al pueblo e iniciar alguna actividad comercial con el dinero ahorrado. La recompensa ha sido en muchos casos buena tras el sacrificado esfuerzo de vivir y trabajar fuera de tus fronteras, dejando atrás hijos, padres, hermanos, cónyuges, familiares y amigos.
Otra parte de la comunidad de Vicente Noble en España se ha establecido en el país. Decidieron traer poco a poco a sus familiares y ser una familia más en el estado español. 
Vicente Noble recibe también un gran número de visitantes, la mayoría españoles y de otros países de Europa. Algunos vienen de la mano de sus esposas o esposos, originarios de este municipio que contrajeron matrimonio en España. Cada vez son más frecuentes los matrimonios entre vicentenoblenses y españoles. Otros vienen acompañados de amigos vicentenoblenses para descubrir la República Dominicana y compartir con el pueblo de Vicente Noble.

## Economía
Su economía se basa casi un 50% en las remesas, que llegan principalmente desde España y Nueva York. Convirtiéndose en ocasiones en la segunda ciudad que más recibe remesa después de San Pedro de Macorís; pero esto se ha visto últimamente afectado debido a la crisis económica que sufren estos países, en especial España.
Hoy en día es uno de los pueblos más importantes de la provincia de Barahona y una buena despensa para el resto de la República Dominicana ya que Vicente Noble es uno de los principales campos de cultivo y producción de plátano y caña de azúcar y otros productos como tubérculos pero en menor medida.
Destacan sus próximos yacimientos mineros, principalmente el de mármol de Vicente Noble además de sal y yeso. 
Otros importantes sectores son el de la construcción principalmente de casa y el florecimiento de pequeñas empresas.